# Records dans le domaine des montagnes russes
 (novembre 2020).
Si vous disposez d'ouvrages ou d'articles de référence ou si vous connaissez des sites web de qualité traitant du thème abordé ici, merci de compléter l'article en donnant les références utiles à sa vérifiabilité et en les liant à la section « Notes et références ».
Dans le domaine des montagnes russes, les évolutions technologiques et l'esprit d'innovation des constructeurs ont amené leurs réalisations toujours plus loin dans les records de hauteur, de vitesse, et de longueur.

## Record de taille

### Plus hautes montagnes russes en métal
Catégorie regroupant les montagnes russes en métal avec un circuit fermé, ayant leur point culminant parmi les plus hauts du monde.
L'attraction Kingda Ka a fermé ses portes définitivement le 10 novembre 2024.
Kingda Ka, Top Thrill Dragster et Red Force ont été fabriquées par le même constructeur (Intamin) et sont basés sur le même modèle.
| Rang | Nom                           | Parc                             | Localisation                            | Hauteur | Détention du record     |
| ---- | ----------------------------- | -------------------------------- | --------------------------------------- | ------- | ----------------------- |
| 1.   | Top Thrill 2                  | Cedar Point                      | Sandusky, Ohio, États-Unis              | 128 m   | -                       |
| 2.   | Superman: Escape from Krypton | Six Flags Magic Mountain         | Los Angeles, Californie, États-Unis     | 126 m   | -                       |
| 3.   | Red Force                     | Ferrari Land, PortAventura World | Salou, Catalogne, Espagne               | 112 m   | Novembre 2024 - Présent |
| 4.   | Fury 325                      | Carowinds                        | Charlotte, Caroline du Nord, États-Unis | 99 m    |                         |
| 5.   | Steel Dragon 2000             | Nagashima Spa Land               | Kuwana, Japon                           | 97 m    | Août 2000 - Mai 2003    |
| 6.   | Millennium Force              | Cedar Point                      | Sandusky, Ohio, États-Unis              | 94 m    |                         |
| 7.   | Leviathan                     | Canada's Wonderland              | Vaughan, Ontario, Canada                | 93 m    |                         |
| 8.   | Intimidator 305               | Kings Dominion                   | Richmond, États-Unis                    | 93 m    |                         |
| 9.   | Thunder dolphin               | Tokyo Dome City Attractions      | Tokyo, Japon                            | 80 m    |                         |
| 10.  | Fujiyama                      | Fuji-Q Highland                  | Fujiyoshida, Japon                      | 79 m    | Novembre 2024 - Present |

### Plus hautes montagnes russes en bois
De mai 2000 à juin 2009, Son of Beast à Kings Island détient le record avec 66,4 m. L'attraction ferme en juin 2009 et est démolie le 23 septembre 2012.
| Rang | Nom        | Parc                             | Localisation                             | Hauteur | Détention du record    |
| ---- | ---------- | -------------------------------- | ---------------------------------------- | ------- | ---------------------- |
| 1.   | T Express  | Everland                         | Yongin, Gyeonggi-do, Corée du Sud        | 56 m    | Juin 2009 - Présent    |
| 1.   | Wildfire   | Kolmården                        | Norrköping, Suède                        | 56 m    | 28 juin 2016 - Présent |
| 2.   | El Toro    | Six Flags Great Adventure        | Jackson Township, New Jersey, États-Unis | 55,2 m  | NC                     |
| 3.   | Goliath    | Six Flags Great America          | Gurnee, Illinois, États-Unis             | 50,3 m  | NC                     |
| 4.   | Colossos   | Heide Park                       | Soltau, Basse-Saxe, Allemagne            | 50 m    | NC                     |
| 5.   | The Voyage | Holiday World & Splashin' Safari | Santa Claus, Indiana, États-Unis         | 48,5 m  | NC                     |
| 6.   | Hades 360  | Mt. Olympus Water & Theme Park   | Wisconsin Dells, Wisconsin, États-Unis   | 41,5 m  | NC                     |

### Plus hautes chutes de montagnes russes en bois
De mai 2000 à juin 2009, Son of Beast à Kings Island détient le record avec 65 m. L'attraction ferme en 2009 et est démolie le 23 septembre 2012.
| Rang | Nom            | Parc                             | Localisation                             | Hauteur de chute | Détention du record   |
| ---- | -------------- | -------------------------------- | ---------------------------------------- | ---------------- | --------------------- |
| 1.   | El Toro        | Six Flags Great Adventure        | Jackson Township, New Jersey, États-Unis | 53,6 m           |                       |
| 2.   | Outlaw Run     | Silver Dollar City               | Branson, Missouri, États-Unis            | 49,4 m           |                       |
| 3.   | Wildfire       | Kolmårdens Djurpark              | Norrköping, Suède                        | 49 m             |                       |
| 4.   | Colossos       | Heide Park                       | Soltau, Basse-Saxe, Allemagne            | 48 m             |                       |
| 5.   | Mean Streak    | Cedar Point                      | Sandusky, Ohio, États-Unis               | 47 m             | Mai 1991 - mai 2000   |
| 6.   | The Voyage     | Holiday World & Splashin' Safari | Santa Claus, Indiana, États-Unis         | 47 m             |                       |
| 7.   | T Express      | Everland                         | Yongin, Gyeonggi-do, Corée du Sud        | 46 m             |                       |
| 8.   | Boss           | Six Flags St. Louis              | Eureka, Missouri, États-Unis             | 46 m             |                       |
| 9.   | American Eagle | Six Flags Great America          | Gurnee, Illinois États-Unis              | 45 m             | Mai 1981 - mai 1991   |
| 10.  | Beast          | Kings Island                     | Mason, Ohio, États-Unis                  | 43 m             | Avril 1979 - mai 1981 |

### Plus hauts loopings verticaux
| Rang | Nom                       | Parc                        | Localisation                     | Hauteur de looping |
| ---- | ------------------------- | --------------------------- | -------------------------------- | ------------------ |
| 1.   | Flying Aces               | Ferrari World Abu Dhabi     | Abou Dabi (émirat)               | 63 m               |
| 2.   | Flash                     | Lewa Adventure              | Xianyang, Shaanxi, Chine         | 50 m               |
| 3.   | Full Throttle             | Six Flags Magic Moutain     | Valencia, Californie, États-Unis | 49 m               |
| 4.   | Superman: Krypton Coaster | Six Flags Fiesta Texas      | San Antonio, Texas, États-Unis   | 44 m               |
| 5.   | Viper                     | Six Flags Magic Moutain     | Valencia, Californie, États-Unis | 43 m               |
| 6.   | Dominator                 | Kings Dominion              | Richmond, Virginie, États-Unis   | 41 m               |
| 7.   | Scream!                   | Six Flags Magic Moutain     | Valencia, Californie, États-Unis | 39 m               |
| 7.   | Medusa                    | Six Flags Discovery Kingdom | Vallejo, Californie, États-Unis  | 39 m               |
| 8.   | The Riddler's Revenge     | Six Flags Magic Moutain     | Valencia, Californie, États-Unis | 38 m               |
| 9.   | Chang                     | Six Flags Kentucky Kingdom  | Louisville, Kentucky, États-Unis | 37 m               |
| 10.  | Blue Fire Megacoaster     | Europa-Park                 | Rust, Allemagne\|\|32 m          |                    |

## Record de vitesse

### Montagnes russes en métal les plus rapides
| Rang | Nom                           | Parc                     | Localisation                     | Vitesse    | Détention du record       |
| ---- | ----------------------------- | ------------------------ | -------------------------------- | ---------- | ------------------------- |
| 1.   | Formula Rossa                 | Ferrari World Abu Dhabi  | Abou Dhabi, Émirats arabes unis  | 240 km/h   | Novembre 2010 - Présent   |
| 2.   | Top Thrill 2                  | Cedar Point              | Sandusky, Ohio, États-Unis       | 193,1 km/h | Mai 2003 - Mai 2005       |
| 3.   | Red Force                     | Ferrari Land             | Salou, Catalogne, Espagne        | 180 km/h   |                           |
| 4.   | Superman: Escape from Krypton | Six Flags Magic Mountain | Valencia, Californie, États-Unis | 160,9 km/h | Mars 1997 - Décembre 2001 |
| 5.   | Steel Dragon 2000             | Nagashima Spa Land       | Kuwana, Mie, Japon               | 152,9 km/h |                           |
| 6.   | Millennium Force              | Cedar Point              | Sandusky, Ohio, États-Unis       | 149,7 km/h |                           |
| 7.   | Leviathan                     | Canada's Wonderland      | Vaughan, Ontario, Canada         | 148,1 km/h |                           |
| 8.   | Hyperion                      | Energylandia             | Zator, Petite-Pologne, Pologne   | 142 km/h   |                           |

### Montagnes russes en bois les plus rapides
| Rang | Nom                                      | Parc                             | Localisation                             | Vitesse    | Détention du record   |
| ---- | ---------------------------------------- | -------------------------------- | ---------------------------------------- | ---------- | --------------------- |
| 1.   | Lightning Rod                            | Dollywood                        | Pigeon Forge, Tennessee, États-Unis      | 117.5 km/h | juin 2016 - Present   |
| 2.   | Goliath                                  | Six Flags Great America          | Gurnee, Illinois, États-Unis             | 116 km/h   | juin 2014 - Juin 2016 |
| 3.   | Wildfire                                 | Kolmården                        | Norrköping, Suède                        | 115 km/h   |                       |
| 4.   | El Toro                                  | Six Flags Great Adventure        | Jackson Township, New Jersey, États-Unis | 110 km/h   |                       |
| 5.   | The Voyage                               | Holiday World & Splashin' Safari | Santa Claus, Indiana, États-Unis         | 108,5 km/h |                       |
| 6.   | Boss                                     | Six Flags St. Louis              | Eureka, Missouri, États-Unis             | 106,7 km/h |                       |
| 7.   | American Eagle (Six Flags Great America) | Six Flags Great America          | Gurnee, Illinois États-Unis              | 106 km/h   | Mai 1981 - Mai 2000   |
| 8.   | Rattler                                  | Six Flags Fiesta Texas           | San Antonio, Texas, États-Unis           | 105 km/h   |                       |
| 9.   | Beast                                    | Kings Island                     | Mason, Ohio, États-Unis                  | 104,3 km/h | Avril 1979 - Mai 1981 |
| 10.  | T Express                                | Everland Resort                  | Yongin, Gyeonggi-do, Corée du Sud        | 104 km/h   |                       |

## Record de longueur

### Montagnes russes en métal les plus longues
| Rang | Nom                                     | Parc                            | Localisation                                      | Longueur  | Détention du record |
| ---- | --------------------------------------- | ------------------------------- | ------------------------------------------------- | --------- | ------------------- |
| 1.   | Steel Dragon 2000                       | Nagashima Spa Land              | Kuwana, Mie, Japon                                | 2 479 m   | Août 2000 - Présent |
| -    | Ultimate                                | Lightwater Valley               | Ripon, Yorkshire du Nord, Angleterre, Royaume-Uni | 2 268,3 m | Juillet 1991 - 1999 |
| 2.   | Fujiyama                                | Fuji-Q Highland                 | Fujiyoshida, Yamanashi, Japon                     | 2 044,8 m |                     |
| 3.   | Fury 325                                | Carowinds                       | Charlotte, Caroline du Nord, États-Unis           | 2 012,3 m |                     |
| 4.   | Millennium Force                        | Cedar Point                     | Sandusky, Ohio, États-Unis                        | 2 010,2 m |                     |
| 5.   | Formula Rossa                           | Ferrari World                   | Abou Dabi, Émirats arabes unis                    | 2 000 m   |                     |
| 6.   | Incredicoaster                          | Disney California Adventure     | Anaheim, Californie, États-Unis                   | 1 850,7 m |                     |
| 7.   | Desperado                               | Buffalo Bill's                  | Primm, Nevada, États-Unis                         | 1 780,9 m |                     |
| 8.   | Steel Vengeance                         | Cedar Point                     | Sandusky, Ohio, États-Unis                        | 1 749,6 m |                     |
| 9.   | Steel Force                             | Dorney Park & Wildwater Kingdom | Allentown, Pennsylvanie, États-Unis               | 1 706,9 m |                     |
| 9.   | Mamba                                   | Worlds of Fun                   | Kansas City, Missouri, États-Unis                 | 1 706,9 m |                     |
| 10.  | Guardians of the Galaxy : Cosmic Rewind | Epcot                           | Lake Buena Vista, Floride, États-Unis             | 1 700 m   |                     |
| 10.  | Superman el Último Escape               | Six Flags México                | Mexico, Mexique                                   | 1 700 m   |                     |

### Montagnes russes en bois les plus longues
| Rang | Nom                     | Parc                             | Localisation                           | Longueur  | Détention du record  |
| ---- | ----------------------- | -------------------------------- | -------------------------------------- | --------- | -------------------- |
| 1.   | Beast                   | Kings Island                     | Mason, Ohio, États-Unis                | 2 243 m   | Avril 1979 - Présent |
| 2.   | The Voyage              | Holiday World & Splashin' Safari | Santa Claus, Indiana, États-Unis       | 1 963,5 m |                      |
| 3.   | T Express               | Everland Resort                  | Yongin, Gyeonggi, Corée du Sud         | 1 641 m   |                      |
| 4.   | Shivering Timbers       | Michigan's Adventure             | Muskegon, Michigan, États-Unis         | 1 640,7 m |                      |
| 5.   | Jupiter                 | Kijima Amusement Park            | Beppu, Ōita, Japon                     | 1 600 m   |                      |
| 6.   | Python in Bamboo Forest | Nanchang Wanda Park              | Xinjian, Nanchang, Jiangxi Chine       | 1 557,8 m |                      |
| 7.   | Wood Coaster            | OCT East                         | Shenzhen, Guangdong, Chine             | 1 468,2 m |                      |
| 8.   | Hades 360               | Mt. Olympus Water & Theme Park   | Wisconsin Dells, Wisconsin, États-Unis | 1 446,6 m |                      |
| 9.   | Boulder Dash            | Lake Compounce                   | Bristol, Connecticut, États-Unis       | 1 440,2 m |                      |
| 10.  | American Eagle          | Six Flags Great America          | Gurnee, Illinois, États-Unis           | 1 417,3 m |                      |

## Record d'inclinaison

### Montagnes russes en métal avec la chute la plus raide
| Rang | Nom                   | Parc                           | Localisation                                | Inclinaison | Constructeur  | Détention du record               |
| ---- | --------------------- | ------------------------------ | ------------------------------------------- | ----------- | ------------- | --------------------------------- |
| 1.   | TMNT Shellraiser      | Nickelodeon Universe           | East Rutherford, New Jersey, États-Unis     | 121,5°      | Gerstlauer    | 25 octobre 2019 – Présent         |
| 2.   | Takabisha             | Fuji-Q Highland                | Fujiyoshida, Préfecture de Yamanashi, Japon | 121°        | Gerstlauer    | 16 juillet 2011 – 24 octobre 2019 |
| 3.   | Green Lantern Coaster | Warner Bros. Movie World       | Gold Coast, Queensland, Australie           | 120.5°      | S&S Worldwide | NC                                |
| 4.   | Crazy Bird            | Happy Valley (Tianjin)         | Tianjin, Chine                              | 120°        | S&S Worldwide | NC                                |
| 5.   | Cannibal              | Lagoon                         | Farmington, Utah, États-Unis                | 116°        | Lagoon        | NC                                |
| 6.   | Timber Drop           | Fraispertuis-City              | Jeanménil, Lorraine, France                 | 113°        | S&S Worldwide | 2 juillet 2011 - 15 juillet 2011  |
| 7.   | Mumbo Jumbo           | Flamingo Land Theme Park & Zoo | Malton, Yorkshire, Angleterre, Royaume-Uni  | 112°        | S&S Worldwide | 4 juillet 2009 – 1er juillet 2011 |
| 8.   | Steel Hawg            | Indiana Beach                  | Monticello, Indiana, États-Unis             | 111°        | S&S Worldwide | 5 juillet 2008 – 3 juillet 2009   |
| 9.   | Toutatis              | Parc Astérix                   | Plailly, France                             | 101º        | Intamin       |                                   |
| 10.  | Abyss                 | Adventure World                | Perth, Australie-Occidentale, Australie     | 100°        | Gerstlauer    | NC                                |
| 10.  | GaleForce             | Playland's Castaway Cove       | Ocean City, New Jersey, États-Unis          | 100°        | Gerstlauer    | NC                                |
| 10.  | Saw - The Ride        | Thorpe Park                    | Chertsey, Angleterre, Royaume-Uni           | 100°        | Gerstlauer    | NC                                |

### Montagnes russes en bois avec la chute la plus raide
| Rang | Nom           | Parc                           | Localisation                             | Inclinaison | Constructeur                | Détention du record          |
| ---- | ------------- | ------------------------------ | ---------------------------------------- | ----------- | --------------------------- | ---------------------------- |
| 1.   | Goliath       | Six Flags Great America        | Gurnee, Illinois, États-Unis             | 85°         | Rocky Mountain Construction | 19 juin 2014 - Présent       |
| 2.   | Wildfire      | Kolmården                      | Norrköping, Suède                        | 83°         | Rocky Mountain Construction | NC                           |
| 3.   | Outlaw Run    | Silver Dollar City             | Branson, Missouri, États-Unis            | 81°         | Rocky Mountain Construction | 15 mars 2013 – 19 juin 2014  |
| 4.   | T Express     | Everland                       | Yongin-si, Gyeonggi, Corée du Sud        | 77°         | Intamin                     | 14 mars 2008 – 15 mars 2013  |
| 5.   | El Toro       | Six Flags Great Adventure      | Jackson Township, New Jersey, États-Unis | 76°         | Intamin                     | 11 juin 2006 – 13 mars 2008  |
| 6.   | Lightning Rod | Dollywood                      | Pigeon Forge, Tennessee, États-Unis      | 73°         | Rocky Mountain Construction | NC                           |
| 6.   | Balder        | Liseberg                       | Göteborg, Suède                          | 70°         | Intamin                     | 12 avril 2003 – 10 juin 2006 |
| 7.   | The Voyage    | Holiday World                  | Santa Claus, Indiana, États-Unis         | 66°         | The Gravity Group           | NC                           |
| 8.   | Hades 360     | Mt. Olympus Water & Theme Park | Wisconsin Dells, Wisconsin, États-Unis   | 65°         | The Gravity Group           | NC                           |

## Autres records
- Colossus de Thorpe Park fut le premier parcours de montagnes russes à posséder dix inversions[6],[7].
- The Smiler au parc Alton Towers au Royaume-Uni détient le record du monde d'inversions, en 2013, sur des montagnes russes en métal avec 14 au total.
- Toutatis au Parc Astérix en France détient le record du monde du nombre airtimes depuis le 8 Avril 2023 avec pas moins de 23 sensations d’apesanteur. Ce Roller coaster est une montagne russes en métal lancée de chez Intamin

- Le parc possédant le plus d'inversions (en comptant toutes les montagnes russes qu'il contient) est Six Flags Magic Mountain avec un total de 36[8].
- Le launch vertical le plus raide du monde est celui de Voltron Nevera, à Europa-Park. Il atteint en effet les 105° au départ de l'attraction.

### Nombre de parcours de montagnes russes dans un même parc
| Rang | Parc                      | Localisation                             | Ouverture | Nombre de montagnes russes |
| ---- | ------------------------- | ---------------------------------------- | --------- | -------------------------- |
| 1.   | Six Flags Magic Mountain  | Valencia, Californie, États-Unis         | 1971      | 20                         |
| 2.   | Energylandia              | Pologne                                  | 2014      | 20                         |
| 3.   | Cedar Point               | Sandusky, Ohio, États-Unis               | 1870      | 17                         |
| 3.   | Canada's Wonderland       | Vaughan, Ontario, Canada                 | 1981      | 17                         |
| 5.   | Six Flags Great America   | Gurnee, Illinois, États-Unis             | 1976      | 15                         |
| 6.   | Europa-Park               | Rust, Allemagne                          | 1975      | 14                         |
| 6.   | Kings Island              | Mason, Ohio, États-Unis                  | 1972      | 14                         |
| 6.   | Carowinds                 | Charlotte, Caroline du Nord, États-Unis  | 1973      | 14                         |
| 6.   | Hersheypark               | Hershey, Pennsylvanie, États-Unis        | 1906      | 14                         |
| 6.   | Prater de Vienne          | Vienne, Autriche                         | 1766      | 14                         |
| 10.  | Six Flags Over Texas      | Arlington, Texas, États-Unis             | 1961      | 13                         |
| 10.  | Six Flags Great Adventure | Jackson Township, New Jersey, États-Unis | 1974      | 13                         |
| 13.  | Kings Dominion            | Richmond, Virginie, États-Unis           | 1975      | 12                         |

### Plus vieilles montagnes russes en fonction
- Plus vieilles montagnes russes en bois : Leap-The-Dips à Lakemont Park, Pennsylvanie - installées en 1902, elles furent fermées entre 1985 et 1999[9].
- Plus vieilles montagnes russes en bois ayant fonctionné sans interruption : Scenic Railway à Luna Park Melbourne, Australie, installées en 1912.
- Plus vieilles montagnes russes en métal : Montaña Suiza à Parque de Atracciones Monte Igueldo, Espagne, installées en 1928[9].

## Exploits
- En 2003, Richard Rodriguez a effectué 147 heures à bord de montagnes russes du parc d'attractions Holiday Park de Hassloch (ouest de l'Allemagne), interrompant son périple de 6 jours en raison d'intempéries[10].
- En juillet 2009, Dirk Auer descend en rollers spéciaux adaptés, un circuit de montagnes russes dans le parc Trips Drill de Stuttgart, atteignant la vitesse de 90 km/h, sur une pente de 860 mètres en un peu plus d’une minute[11].
- En août 2010, Vic Kleman, 78 ans, effectue 90 tours durant 5 heures sur l’attraction Jack Rabbit, des montagnes russes vieilles de 90 ans[12]
- Le record de passagers nus sur des montagnes russes a été décroché le 8 août 2010 à Adventure Island avec 40 personnes sur Green Scream. L'ancien record était détenu par Alton Towers qui avait fait monter sur Nemesis en août 2004, 32 personnes nues.
- En 2021, durant leur vidéo de Noël, les vidéastes McFly et Carlito ont invité une vingtaine d’autres vidéastes dont TheoBabac qui ont réussi à faire 31 tours dans l’attraction Goudurix au Parc Astérix, un Roller coaster de 7 inversions. Depuis, le record n’a jamais été battu